# Avo 68

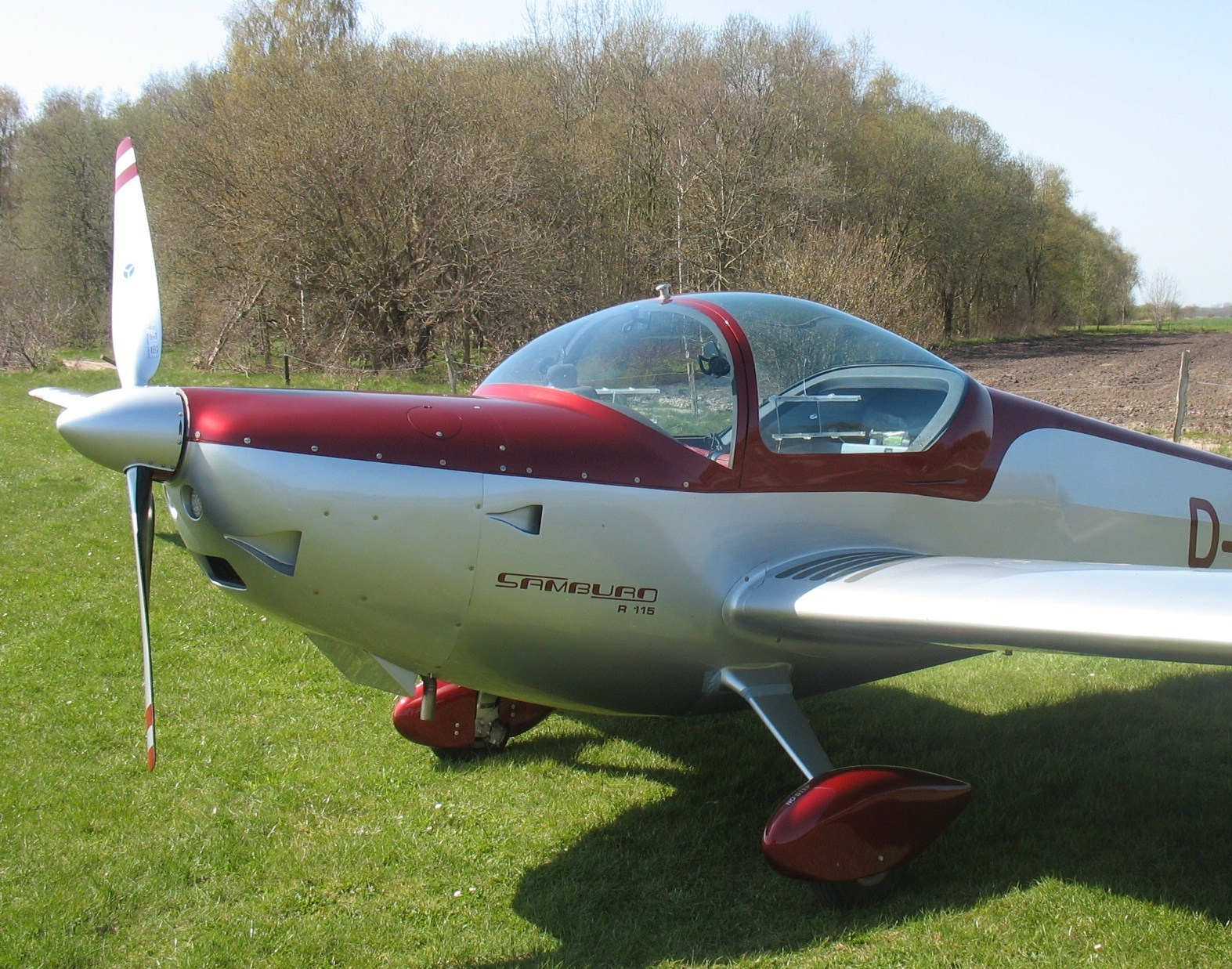
Moderne Version des Avo mit Zweibeinfahrwerk und Rotaxmotor

Die Avo 68 „Samburo“ ist ein zweisitziger Reisemotorsegler, der ursprünglich in Österreich von der Firma Alpla hergestellt wurde.

## Geschichte
Das Motorseglerprojekt „Samburo“ wurde Mitte der 1970er-Jahre von Helmuth Lehner ins Leben gerufen. Gemeinsam mit dem Konstrukteur Werner Vogel, der die technische Leitung des Projektes innehatte, wurde bei Alpla der Reisemotorsegler Samburo entwickelt. Bis 1979 wurden insgesamt 29 Samburo gebaut; danach wurde die Produktion eingestellt.
Die Konstruktionspläne wurden Mitte der 1990er-Jahre vom „Luftfahrttechnischen Betrieb Gerhard Nitsche“ in Unterwössen übernommen. Dieser betrieb die Weiterentwicklung zum Schleppmotorsegler, um den kostengünstigen Schlepp von Segelflugzeugen zu ermöglichen. Neben der Verbreiterung des Rumpfes zur Verbesserung des Komforts im Cockpit erfolgte auch eine Umstellung des Antriebs auf den 80 PS leistenden Rotax 912 A. Für den Flugzeugschlepp stellte dieser Motor mit geräuschärmerer Wasserkühlung sowie Doppelzündung zur Verbesserung der Betriebssicherheit die erste Wahl dar.
Nach 1996 wurde der LTB Nitsche von der „Aircraft Phillipp GmbH“ übernommen. Anfang 1998 wurde der nun mit Rotax-Motor angetriebene Samburo als erster deutscher Motorsegler in Deutschland vom Luftfahrt-Bundesamt zum Segelflugzeugschlepp zugelassen.
Im Jahre 2004 wurden alle Rechte am Samburo von der „M&D Flugzeugbau GmbH & Co. KG“ in Marx (Landkreis Wittmund) übernommen. Vor einer Wiederaufnahme der Fertigung wurde das Gesamtkonzept des Motorseglers nochmals überarbeitet, wobei zwischenzeitlich entwickelte modernere Materialien in die Konstruktion miteinflossen. 2006 wurde mit der Produktion des neuen Prototyps begonnen, der am 25. Januar 2008 seinen Erstflug hatte. Der erste in Marx hergestellte Samburo mit dem Luftfahrzeugkennzeichen D-KMUD wurde am 20. Mai 2008 an die Luftsportgemeinschaft Waterkant-Zetel ausgeliefert. Aktuell wird der Samburo in zwei Varianten angeboten: Samburo Basic mit 100-PS- und Samburo Plus mit 115-PS-Motor und C-VFR-Ausstattung.

## Konstruktion
Der Samburo wird in Gemischtbauweise hergestellt, der Rumpf besteht dabei aus bespanntem Stahlrohr, Tragflächen und Leitwerk sind Holzkonstruktionen, in der neuesten Version kommen zusätzlich CFK-Teile zum Einsatz. In der Ursprungsausführung ähnelte die Avo dem Scheibe SF 25 Falken, das Fahrwerk verfügte über ein Hauptrad mit integrierter Trommelbremse, ein mit der Seitenrudersteuerung gekoppeltes Spornrad sowie zwei jeweils an der Tragflächenmitte angebrachte Stützräder. Bei der Überarbeitung wurde das Fahrwerk gegen ein Zweibein-Fahrwerk getauscht, das in Kombination mit den hydraulischen Einzelradbremsen ein erheblich verbessertes Bodenhandling ermöglicht. Im Gegensatz zum Falken wird das Cockpit jedoch über die Tragflächen betreten.
Die Motorisierungen der Ursprungsausführung bewegten sich im Rahmen des damals Verfügbaren zwischen 45 und 68 PS, jeweils basierend auf VW-Boxermotoren. Später wurde ein 2000-cm³-Limbach-Flugmotor eingebaut, der eine Leistung von etwa 59 kW (80 PS) bei 3400/min entwickelt und in Kombination mit einem Hoffmann-Verstellpropeller (drei Stellungen: Start, Reise und Segeln) zu erheblich verbesserten Flugleistungen führte. Mittlerweile wurde die Motorisierung auf Rotax-Triebwerke mit Leistungen zwischen 80 und 115 PS umgestellt, die durch Wasserkühlung und Untersetzungsgetriebe und in Kombination mit einem Verstellpropeller der Firma Hoffmann deutlich effizienter arbeiten als die luftgekühlten Triebwerke auf VW-Basis und so auch erheblich leiser betrieben werden können. Nach der zwischenzeitlich erfolgten Erhöhung des maximal zulässigen Abfluggewichtes auf 825 kg verfügt der Avo über eine nutzbare Zuladung von ca. 240 kg, die es erlaubt zwei erwachsene Personen plus Gepäck mit vollen Tanks zu befördern.
Die Rotax-Triebwerke verleihen dem Samburo ausreichende Leistungsreserven für den kostengünstigen Schlepp von Segelflugzeugen; mit dem Rotax 914F sind bis 800 kg Anhängelast zulässig, der Verbrauch steigt dann auf 22 Liter pro Stunde.

## Technische Daten Samburo Plus
| Kenngröße               | Daten                                    |
| ----------------------- | ---------------------------------------- |
| Spannweite              | 16,68 m                                  |
| Flügelfläche            | 20,7 m²                                  |
| Flügelstreckung         | 13,6                                     |
| Flügelprofil            | NACA 642A215/Gö 549                      |
| Rumpflänge              | 8,05 m                                   |
| Rüstmasse               | ab 585 kg                                |
| Höchstflugmasse         | 825 kg                                   |
| Flächenbelastung (max.) | 36 kg/m²                                 |
| Höchstgeschwindigkeit   | 215 km/h                                 |
| Mindestgeschwindigkeit  | 55 km/h                                  |
| Reisegeschwindigkeit    | 180 km/h                                 |
| Gleitzahl               | 25 bei 95 km/h, 27 mit Verstellpropeller |
| bestes Steigen          | 6,0 m/s                                  |